# Ермишь
Е́рмишь (Аносово, Архангельское, Ермишинский завод) — посёлок городского типа, административный центр Ермишинского района Рязанской области. Население на 2022 год - 3460 человек.

## География
Расположен на берегу реки Ермишь (приток Мокши), в 245 км к востоку от Рязани, в 65 км к северо-востоку от железнодорожной станции Сасово на линии Рязань — Рузаевка. Автобусным сообщением посёлок связан с Сасовым и Рязанью. Ранее в посёлке функционировал аэропорт.

## История
Ермишь ведёт свою историю от села Аносово, названного по фамилии дворян Аносовых, на чьих землях оно возникло в начале XVII века. В XVIII веке село становится центром Ермишинской власти и переименовывается в Ермишь.
Первое упоминание о селе Аносово относится к 1617 году. В 2017 году Ермиши исполнилось 400 лет.
В 1755 году по решению Берг-коллегии здесь было начато строительство чугуноплавильного завода, который просуществовал до 1882 года. В 1890 году в селе Ермишино было 695 дворов с численностью 5786 человек.
До 1923 года посёлок входил в состав Темниковского уезда Тамбовской губернии. С 1929 года (кроме периода упразднения района в 1963—1965 годах) Ермишь — центр Ермишинского района Рязанского округа Московской области (с 1937 года — Рязанской области).
Статус посёлка городского типа присвоен в 1960 году.

### Усадьба Ермишь
Известна с первой половины XVII века. Принадлежала боярину князю Б. А. Репнину (ум. 1670), затем его сыну — могилёвскому и белгородскому воеводе князю И. Б. Репнину (ум. 1697), женатому на Е. Н. Плещеевой (ум. 1665). Далее принадлежала их сыну — Президенту Военной коллегии, герою Полтавской битвы фельдмаршалу князю А. И. Репнину (1668—1726). После — его внукам генерал-аншефу князю П. И. Репнину (ум. 1778), женатому на М. И. Головкиной (1707—1770), и капитану князю С. И. Репнину (1718—1761), женатому на А. А. Головиной. В 1754 году они основали при селе железоделательный завод. С 1760 года усадебно-промышленным комплексом владел князь П. И. Репнин. В 1778 году его купили братья-промышленники А. Р. Баташёв (1729—1799) и И. Р. Баташёв (1733—1821). С 1783 года, согласно разделу имущества, им владел А. Р. Баташев и далее его наследники. В середине XIX века завод арендовал елатомский купец Сорокин, а после 1865 года касимовский купец Белов. С 1878 года завод находился в Опекунском правлении. Во второй половине XIX века усадьба принадлежала капитану флота князю И. В. Кугушеву (1797—1882), женатому первым браком на княжне В. А. Кильдишевой (1814—1870), вторым браком на Н. А. Боратынской (г/р 1830). Затем — Председателю правления Общества частной Московско-Казанской железной дороги Н. К. фон Мекку (1863—1929), женатому на А. Л. Давыдовой (1864—1942), после — их дочери Г. Н. фон Мекк, вышедшей замуж за В. Н. Перрота.
Сохранились одноэтажный деревянный главный дом второй половины XIX века с поздними пристройками (пл. Ленина 19, в доме находится спортивная школа), липовый парк, плотина середины XVIII века с системой прудов. Промышленные корпуса, служебные и хозяйственные постройки, церковь Михаила Архангела 1845 года утрачены.
Мать Н. К. фон Мекк Н. Ф. фон Мекк (урожденная Фроловская) — меценатка, покровительница П. И. Чайковского, её внучка Г. Н. Перрот — автор воспоминаний о своей семье (Мекк фон Г. «Как я их помню». М. 1999) Н. Ф. Мекк принадлежала тульская усадьба Хрусловка, подмосковная усадьба Плещеево и московская городская усадьба на Рождественском бульваре, 12.

## Население
| 1926  | 1939  | 1959  | 1970  | 1979  | 1989  | 2002  | 2004  | 2009  |
| ----- | ----- | ----- | ----- | ----- | ----- | ----- | ----- | ----- |
| 2273  | ↗3321 | ↘3069 | ↗4217 | ↗4488 | ↗5061 | ↘4715 | ↘4614 | ↘4422 |
| 2010  | 2011  | 2012  | 2013  | 2014  | 2015  | 2016  | 2017  | 2018  |
| ↘4345 | ↘4321 | ↘4205 | ↘4107 | ↘3981 | ↘3885 | ↘3839 | ↘3765 | ↘3718 |
| 2019  | 2020  | 2021  | 2023  |       |       |       |       |       |
| ↘3669 | ↘3583 | ↘3433 | ↘3342 |       |       |       |       |       |

Национальный состав
По итогам переписи населения 2020 года проживали следующие национальности (национальности менее 0,1 % и другое, см. в сноске к строке «Другие»):
| Национальность | Численность, чел. | Доля     |
| -------------- | ----------------- | -------- |
| Русские        | 3291              | 95,86 %  |
| Мордва         | 46                | 1,34 %   |
| Цыгане         | 17                | 0,50 %   |
| Татары         | 16                | 0,47 %   |
| Узбеки         | 8                 | 0,23 %   |
| Украинцы       | 5                 | 0,15 %   |
| Другие         | 50                | 1,45 %   |
| Итого          | 3433              | 100,00 % |

## Инфраструктура
В Ермиши действуют центр детского и юношеского творчества, детско-юношеская спортивная и музыкальная школы, дом культуры, библиотека. Издаётся газета «Ермишинский вестник».
В черте посёлка находится памятник природы — Ермишинский пруд.

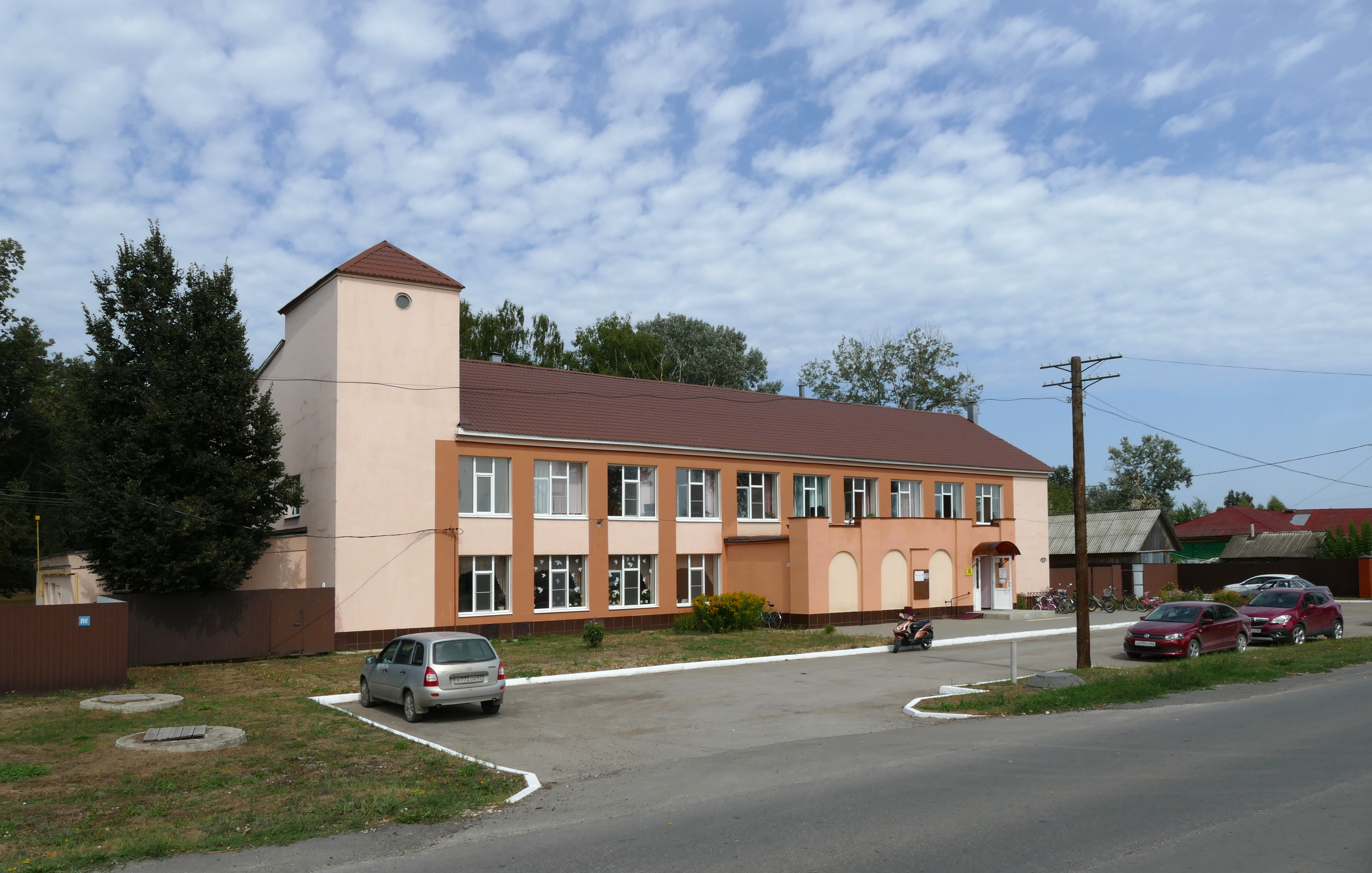
Поселок Ермишь. Дом культуры.
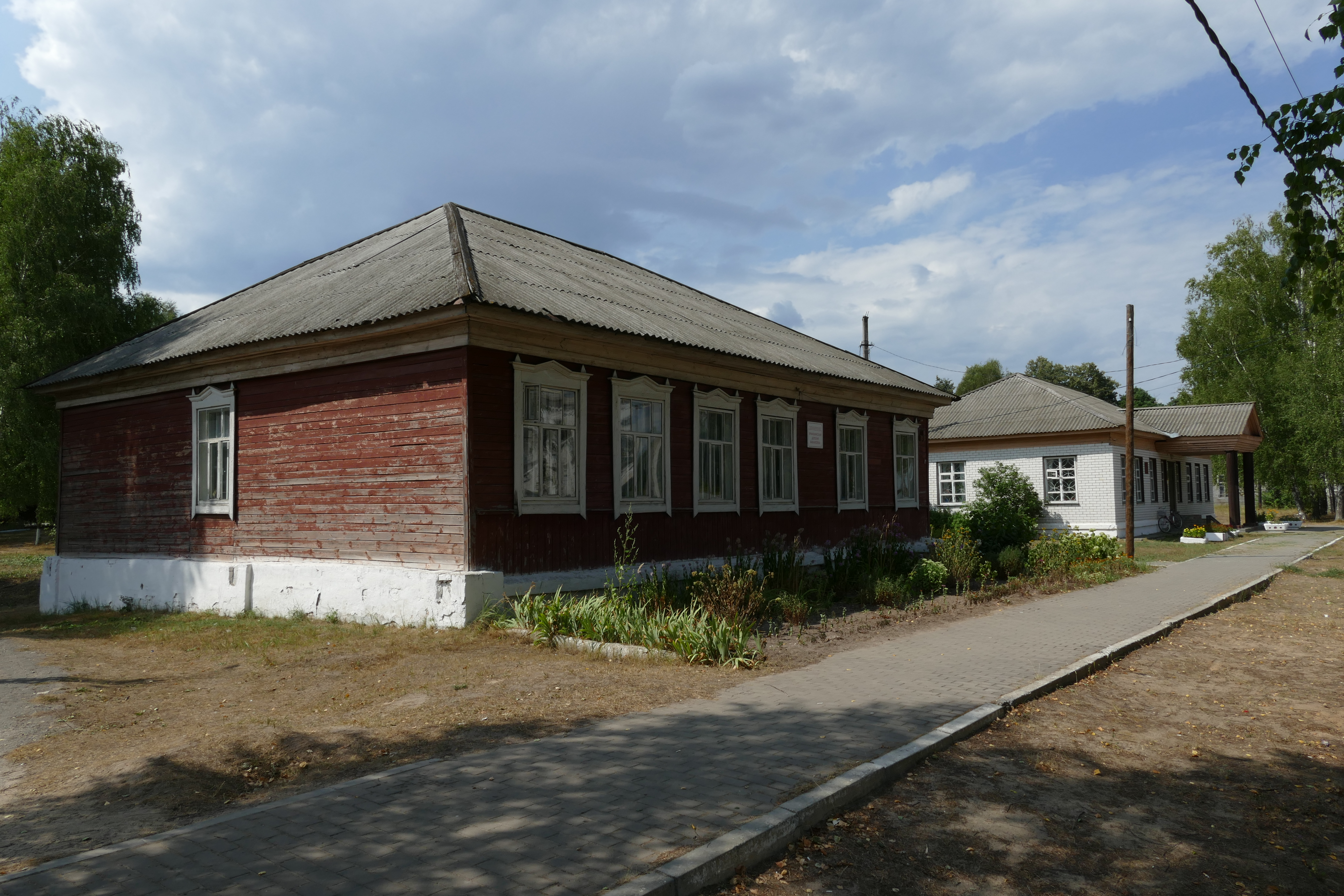
Центральная районная библиотека Ермишинского района.
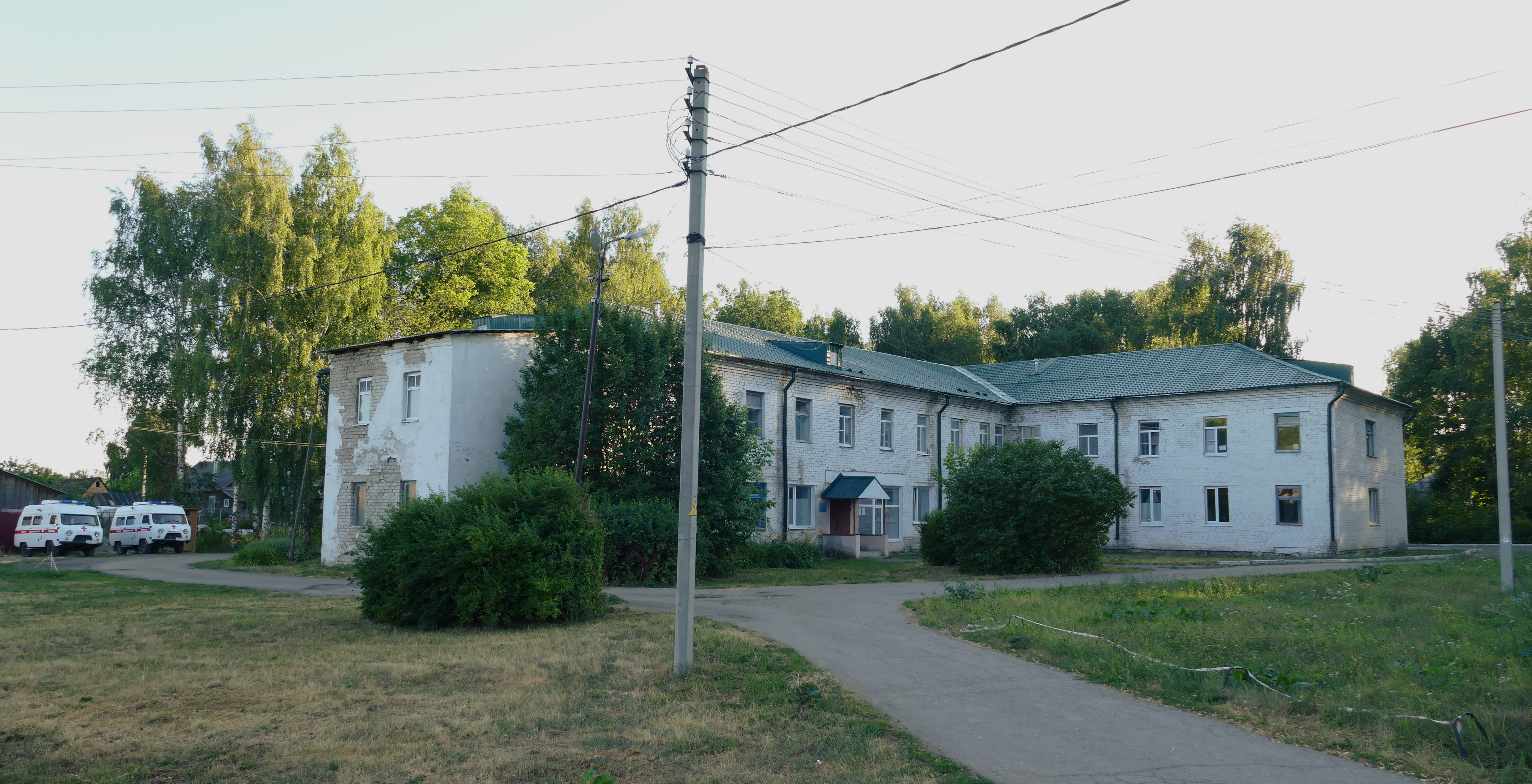
Ермишинская центральная районная больница, корпус терапевтического и поликлинического отделений.
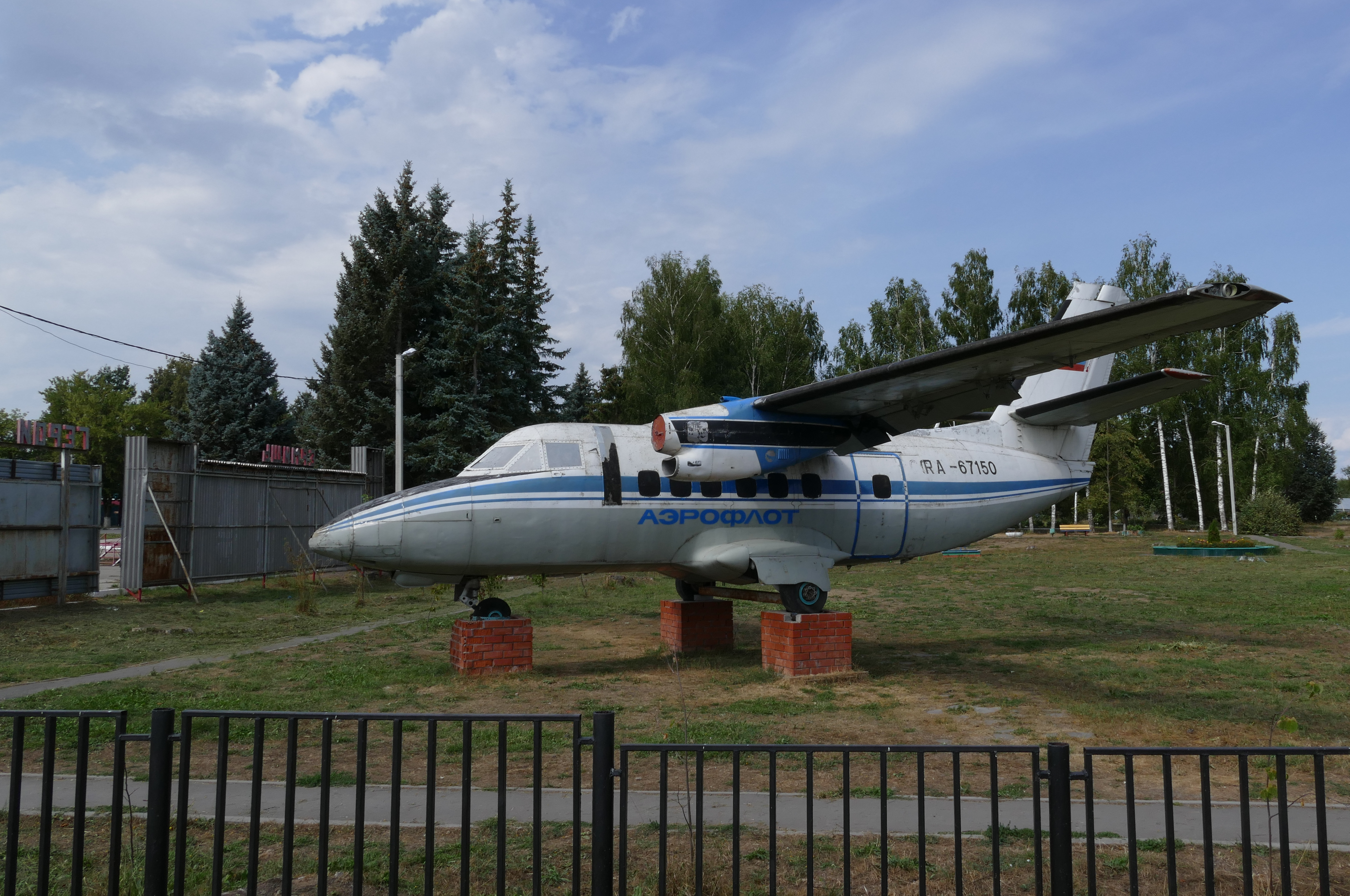
В советское время в поселке Ермишь был аэропорт. В память о нем остался самолет Л-410 ближнего сообщения на постаменте рядом с центральной площадью.

## Климат
Климат посёлка умеренно континентальный, в целом характерный для средней полосы России, с продолжительной зимой и тёплым, иногда жарким летом. Средняя температура июля +19,4 °C , января −10,7 °C. Годовая норма осадков — около 550 мм.

## Известные уроженцы
- Громогласов, Илья Михайлович — протоиерей, профессор богословия, священномученик.